# La gran cocina CRAV
La gran cocina CRAV fue un programa de televisión chileno emitido por Canal 9 entre 1967 y 1970. Fue uno de los primeros programas de cocina emitidos en la televisión chilena, siendo auspiciado por la Compañía de Refinería de Azúcar de Viña del Mar (CRAV).
El primer episodio fue emitido el miércoles 12 de abril de 1967 a las 20:00, siendo su presentadora Yolanda Livoni, quien se había hecho conocida por la publicación del libro de recetas titulado La marmita, publicado en 1943.
El espacio, que a partir de abil de 1968 comenzó a ser emitido los días martes a las 20:00 y con una duración de entre 15 a 20 minutos, finalizó sus emisiones el 14 de enero de 1970. Yolanda Livoni posteriormente presentaría durante ese mismo año la sección de cocina en el programa Pasado meridiano en Canal 13.